# 62
Évszázadok: i. e. 1. század – 1. század – 2. század
Évtizedek: 10-es évek – 20-as évek – 30-as évek – 40-es évek – 50-es évek – 60-as évek – 70-es évek – 80-as évek – 90-es évek – 100-as évek – 110-es évek
Évek: 57 – 58 – 59 – 60 –  61 – 62 – 63 – 64 – 65 – 66 – 67

## Események

### Római Birodalom
- Publius Mariust (helyettese májustól Quintus Manlius Tarquitius Saturninus, szeptembertől Quintus Junius Marullus) és Lucius Afinius Gallust (helyettese Publius Petronius Niger és Titus Clodius Eprius Marcellus) választják consulnak.
- Meghal Burrus, a praetoriánus gárda parancsnoka, Nero császár egykori nevelője. Utóda Tigellinus, aki kicsapongásokra, kegyetlenségre buzdítja a császárt. Nero másik korábbi, mértékletességre intő tanácsadóját, Senecát is megvádolják azzal, hogy mérhetetlen vagyont halmozott fel. Seneca kimenti magát, de utána jórészt visszavonul a közügyektől.
- Nero Tigellinus tanácsára meggyilkoltatja a provinciákra száműzött Faustus Cornelius Sulla Felixet és Caius Rubellius Plautust, akikről úgy véli hogy veszélyeztethetik hatalmát.
- Poppaea Sabina, Nero szeretője teherbe esik. Nero meddőségére hivatkozva elválik feleségétől, Octaviától és 12 nappal később feleségül veszi Poppaeát. Octaviát Campaniába száműzik, de Rómában szimpátiatüntetéseket rendeznek érte és ledöntik Poppaea szobrait. Nero ezután Pandateria szigetére száműzi, majd meggyilkoltatja Octaviát.
- I. Vologaészész pártus király megtámadja Örményországot, ahonnan nemrég űzték el öccsét, I. Tiridatészt. Ostrom alá veszi Tigranocertát, de a megerősített várossal nem boldogul és visszavonul.
- Corbulo megerősíti az Eufrátesz menti határt, tartva egy pártus betöréstől. Hidat épít a folyón, a túlsó pártus oldalon erődítményeket emeltet.
- Az örményországi két légiót Lucius Caesennius Paetus veszi át. Téli táborba vonul, de szétszóródó csapatait Vologaészész váratlanul megtámadja, legyőzi és ostrom alá veszi a tábort. Paetus megígéri, hogy kivonul Örményországból és átadja a pártusoknak az erődöket és a készleteket.
- Corbulo megegyezik Vologaészésszel, hogy az Eufráteszen túli erődök felszámolásáért cserébe a pártusok kiürítik Örményországot.
- Rómában elkészülnek Nero fürdői.
- Campaniában földrengés dönti le Pompeii nagy részét.

## Halálozások
- Június 8. - Claudia Octavia, Nero felesége
- November 24. – Aulus Persius Flaccus, római költő
- Sextus Afranius Burrus, római katona, Nero nevelője
- Faustus Cornelius Sulla Felix, római politikus
- Caius Rubellius Plautus, Nero unokatestvére
- Marcus Antonius Pallas, Claudius császár titkára
- Jakab, Jézus testvére